# 암흑가
《암흑가》(Underworld)는 미국에서 제작된 조세프 본 스텐버그 감독의 1927년 범죄, 드라마, 멜로/로맨스 영화이다. 조지 밴크로프트 등이 주연으로 출연하였다.

## 출연

### 주연
- 조지 밴크로프트

### 조연
- 클리브 브룩
- 에블린 브렌트
- 프레드 콜러
- 제리 맨디

## 기타
- 자막: 조지 마리온 주니어